# Damage and Joy
Damage and Joy é o sétimo álbum de estúdio da banda escocesa The Jesus and Mary Chain, lançado em 24 de março de 2017 pela Artificial Plastic Records. É o primeiro álbum do grupo desde 1998 e marca o início de sua colaboração com o produtor Youth.

## Recepção
| Críticas profissionais | Críticas profissionais |
| Pontuações agregadas   | Pontuações agregadas   |
| Fonte                  | Avaliação              |
| ---------------------- | ---------------------- |
| Metacritic             | 70/100                 |
| Avaliações da crítica  |                        |
| Fonte                  | Avaliação              |
| AllMusic               | [ 4 ]                  |
| Consequence of Sound   | C+                     |
| DIY                    | [ 6 ]                  |
| The Observer           | [ 7 ]                  |
| Paste                  | 6.2/10                 |
| Pitchfork              | 6.7/10                 |
| PopMatters             | [ 10 ]                 |
| Record Collector       | [ 11 ]                 |
| Rolling Stone          | [ 12 ]                 |
| The Skinny             | [ 13 ]                 |

| Publicação         | Lista                      | Ano  | Posição | Ref.   |
| ------------------ | -------------------------- | ---- | ------- | ------ |
| Fopp               | Melhores álbuns do ano     | 2017 | 45      | [ 14 ] |
| God Is in the TV   | 50 melhores álbuns do ano  | 2017 | 35      | [ 15 ] |
| Louder Than War    | 100 melhores álbuns do ano | 2017 | 4       | [ 16 ] |
| Piccadilly Records | 100 melhores álbuns do ano | 2017 | 53      | [ 17 ] |

## Lista de faixas
Todas as faixas escritas e compostas por William Reid e Jim Reid.. 
| Faixas de Damage and Joy |                                |         |  |
| N.º                      | Título                         | Duração |  |
| 1.                       | "Amputation"                   | 3:24    |  |
| 2.                       | "War on Peace"                 | 4:34    |  |
| 3.                       | "All Things Pass"              | 4:34    |  |
| 4.                       | "Always Sad"                   | 2:52    |  |
| 5.                       | "Song for a Secret"            | 3:21    |  |
| 6.                       | "The Two of Us"                | 4:12    |  |
| 7.                       | "Los Feliz (Blues and Greens)" | 4:54    |  |
| 8.                       | "Mood Rider"                   | 4:04    |  |
| 9.                       | "Presidici (Et Chapaquiditch)" | 3:36    |  |
| 10.                      | "Get on Home"                  | 3:31    |  |
| 11.                      | "Facing Up to the Facts"       | 3:05    |  |
| 12.                      | "Simian Split"                 | 4:14    |  |
| 13.                      | "Black and Blues"              | 3:23    |  |
| 14.                      | "Can't Stop the Rock"          | 3:21    |  |
| Duração total:           | Duração total:                 | 53:05   |  |

| Faixas bônus da edição japonesa |                                   |         |  |
| N.º                             | Título                            | Duração |  |
| 15.                             | "Black and Blues" (acoustic demo) | 2:36    |  |
| 16.                             | "Yoko"                            | 3:53    |  |
| Duração total:                  | Duração total:                    | 59:34   |  |

## Posição nas paradas musicais
| Parada (2017)                                 | Melhor posição |
| --------------------------------------------- | -------------- |
| Austrália (ARIA)                              | 72             |
| Áustria (Ö3 Austria Top 40)                   | 32             |
| Bélgica (Ultratop Flandres)                   | 60             |
| Bélgica (Ultratop Valônia)                    | 44             |
| França (SNEP)                                 | 77             |
| Alemanha (Offizielle Deutsche Charts)         | 34             |
| Irlanda (IRMA)                                | 22             |
| Itália (FIMI)                                 | 70             |
| Nova Zelândia (RMNZ Heatseekers Albums)       | 1              |
| Portugal (AFP)                                | 24             |
| Escócia (Official Scottish Albums)            | 6              |
| Espanha (PROMUSICAE)                          | 31             |
| Suíça (Schweizer Hitparade)                   | 43             |
| Reino Unido (Official Albums Chart)           | 16             |
| Reino Unido (UK Independent Albums Chart)     | 1              |
| Estados Unidos (Billboard Independent Albums) | 9              |
| Estados Unidos (Top Alternative Albums)       | 22             |
| Estados Unidos (Top Rock Albums)              | 38             |